# Material refractar
Materialele refractare sunt materiale care indiferent de compoziție se topesc doar (rezistă) la temperaturi mai mari de 1450 °C.

## Compoziție
- Unele materiale refractare sunt compuse dintr-un singur element chimic, cum sunt metalele Wolfram, Platina , Cromul, sau nemetale cum este Carbonul sub formă de grafit, etc, altele sub formă de aliaj cum sunt oțelurile refractare cu conținuturi ridicate de crom și wolfram.
- Cele mai diversificate și utilizate sunt cele formate dintr-un oxid, compuși oxidici și amestecuri de compuși oxidici, cum sunt dioxidul de siliciu, trioxidul de aluminiu, mulitul, oxidul de magneziu, oxidul de calciu, oxidul de crom, dioxidul de zirconiu, toate în stări cristaline stabilizate în structuri bine definite.
- O categorie mai nouă este aceea a refractarelor pe bază de compuși anorganici cum sunt nitrurile, carburile etc.
- Ca formă de prezentare unele produse refractare sunt fasonate sub formă de blocuri, cărămizi, tuburi, tije, sau diverse forme complexe, în timp ce altele se prezintă sub formă de materiale pulverulente sau/și granulare (refractare monolitice) care amestecate cu apa sau alte lichide se aplică în diverse straturi sau forme, unde se toarnă sau se stampează (bătătoresc), după care se întăresc la temperatură normală sau în urma unui tratament termic adecvat.

## Derivate
- Din noțiunea de materiale refractare sunt derivate cele de materiale superrefractare, care sunt acele materiale refractare care se utilizează la temperaturi mai mari de 1600-1700 °C, au rezistențe mecanice deosebite (mai mari de 100 MPa) și densități mai mari de 3 g/cmc și au temperaturi de topire mai mari de 1900-2000 °C (grade celsius), în timp ce semirefractarele, sunt materiale care pot să fie utilizate doar la temperaturi de la 800 la 1000 °C.